# Miodrag Lekić
Miodrag Lekić, cyr. Миодраг Лекић (ur. 21 listopada 1947 w Barze) – czarnogórski politolog, dyplomata i polityk, w latach 1992–1995 minister spraw zagranicznych, poseł do Zgromadzenia Czarnogóry, kandydat w wyborach prezydenckich w 2013.

## Życiorys
W 1971 ukończył nauki polityczne (ze specjalnością stosunki międzynarodowe) na Uniwersytecie w Belgradzie. W latach 1976–1977 jako stypendysta rządu francuskiego kształcił się na Université Paris Sorbonne. Pracował jako nauczyciel w szkole średniej i dyrektor centrum kulturalnego, następnie związany z administracją rządową, wchodził w skład jugosłowiańskiej komisji do spraw współpracy z UNESCO.
W latach 1990–1992 był ambasadorem Jugosławii w Mozambiku, Lesotho i Suazi. Od sierpnia 1992 do maja 1995 pełnił funkcję ministra spraw zagranicznych w czarnogórskim gabinecie Mila Đukanovicia. Później do 2003 zajmował stanowisko ambasadora Federalnej Republiki Jugosławii we Włoszech i na Malcie.
Po 2003 zajął się działalnością akademicką, wykładał na uczelniach włoskich (Uniwersytecie LUISS i Uniwersytecie Rzymskim „La Sapienza”), a także w Belgradzie i Podgoricy. W 2011 współtworzył i został dyrektorem wykonawczym organizacji pozarządowej CEMP, zajmującej się polityką międzynarodową i integracją europejską.
W 2012 stanął na czele opozycyjnej wobec Demokratycznej Partii Socjalistów Czarnogóry koalicji Front Demokratyczny. W 2013 wystartował w wyborach prezydenckich jako jedyny kontrkandydat ubiegającego się o reelekcję socjalisty Filipa Vujanovicia. Miodrag Lekić nieznacznie przegrał ze swoim konkurentem, otrzymując 48,8% głosów. W tym samym roku uzyskał natomiast mandat deputowanego do czarnogórskiego parlamentu.
W 2015 założył nową formację pod nazwą DEMOS. Z jej ramienia w wyborach w 2016 z powodzeniem ubiegał się o poselską reelekcję. W 2020 współtworzył koalicję wyborczą m.in. z ugrupowaniem Demokratyczna Czarnogóra Aleksy Bečicia, uzyskując w wyborach w tymże roku z jej ramienia ponownie mandat deputowanego. We wrześniu 2022 w trakcie kryzysu politycznego grupa parlamentarnych koalicji zaproponowała go na nowego premiera. Prezydent Milo Đukanović odrzucił tę kandydaturę (wcześniej jedno z ugrupowań wstrzymało swoje poparcie). Niepowodzeniem zakończyła się również kolejna próba utworzenia przez niego rządu na przełomie 2022 i 2023.